# Wasilij Bieriezucki
Wasilij Władimirowicz Bieriezucki, ros. Василий Владимирович Березуцкий (ur. 20 czerwca 1982 w Moskwie) – rosyjski piłkarz grający na pozycji środkowego lub bocznego obrońcy. 
Brat bliźniak Aleksieja Bieriezuckiego.

## Kariera klubowa
Bieriezucki grę w piłkę rozpoczął w sportowej szkole Smiena z rodzinnej Moskwy. Po jej ukończeniu wraz z bratem trafił do zespołu Torpedo-ZIŁ Moskwa i w 2000 w wieku 17 lat zadebiutował w jego barwach w Pierwszej Dywizji. W 2001 był już zawodnikiem pierwszego zespołu Torpedo i wywalczył z nim awans do Premier Ligi.
Dobra postawa w lidze zaowocowała w 2002 transferem Wasilija do jednego z czołowych klubów w kraju, CSKA Moskwa, do którego trafił również brat Aleksiej. Wasilij początkowo grał w małej liczbie meczów, a już w pierwszym sezonie wywalczył Puchar Rosji, a następnie wicemistrzostwo Rosji. W 2003 po raz pierwszy w karierze został mistrzem kraju, a także wystąpił w rozgrywkach grupowych Ligi Mistrzów. W 2004 zdobył Superpuchar Rosji oraz wicemistrzostwo Rosji. Następne osiągnięcia przyszły w 2005. Najpierw nastąpiło zdobycie Pucharu UEFA – Wasilij wystąpił w wygranym 3:1 finale ze Sportingiem. W tym samym roku wywalczył inne sukcesy: mistrzostwo Rosji oraz Puchar Rosji. W 2006 kolejnym osiągnięciem zawodnika był drugi z rzędu dublet: mistrzostwo plus krajowy puchar. W 2008 roku został z CSKA wicemistrzem Rosji, a także drugi raz w karierze zdobył krajowy puchar.

## Kariera reprezentacyjna
W reprezentacji Rosji Bieriezucki zadebiutował 7 czerwca 2003 w zremisowanym 2:2 spotkaniu z reprezentacją Szwajcarii, rozegranym w ramach eliminacji do Euro 2004. Na ten turniej jednak nie pojechał, ale obecnie wraz z bratem są podstawowymi zawodnikami drużyny narodowej. Na Euro 2008 wywalczył ze „Sborną” brązowy medal.

### Bramki w reprezentacji
| #  | Data             | Miejsce                               | Przeciwnik         | Bramka | Rezultat | Rozgrywki                         |
| -- | ---------------- | ------------------------------------- | ------------------ | ------ | -------- | --------------------------------- |
| 1. | 8 września 2007  | Stadion Lokomotiwu, Moskwa, Rosja     | Macedonia Północna | 1:0    | 3:0      | Eliminacje Euro 2008              |
| 2. | 5 września 2009  | Stadion Pietrowski, Petersburg, Rosja | Liechtenstein      | 1:0    | 3:0      | Eliminacje Mistrzostw Świata 2010 |
| 3. | 10 września 2013 | Stadion Pietrowski, Petersburg, Rosja | Izrael             | 1:0    | 3:1      | Eliminacje Mistrzostw Świata 2014 |
| 4. | 6 czerwca 2014   | Stadion Lokomotiwu, Moskwa, Rosja     | Maroko             | 1:0    | 2:0      | Mecz Towarzyski                   |
| 5. | 11 czerwca 2016  | Orange Velodrome, Marsylia, Francja   | Anglia             | 1:1    | 1:1      | Mistrzostwa Europy 2016           |

## Statystyki
| Sezon     | Klub               | Kraj  | Rozgrywki        | Mecze | Bramki |
| --------- | ------------------ | ----- | ---------------- | ----- | ------ |
| 2000      | Torpedo-ZIŁ Moskwa | Rosja | Pierwyj diwizion | 3     | 0      |
| 2001      | Torpedo-ZIŁ Moskwa | Rosja | Pierwyj diwizion | 26    | 0      |
| 2002      | CSKA Moskwa        | Rosja | Priemjer-Liga    | 2     | 0      |
| 2003      | CSKA Moskwa        | Rosja | Priemjer-Liga    | 22    | 1      |
| 2004      | CSKA Moskwa        | Rosja | Priemjer-Liga    | 5     | 0      |
| 2005      | CSKA Moskwa        | Rosja | Priemjer-Liga    | 27    | 2      |
| 2006      | CSKA Moskwa        | Rosja | Priemjer-Liga    | 26    | 1      |
| 2007      | CSKA Moskwa        | Rosja | Priemjer-Liga    | 26    | 1      |
| 2008      | CSKA Moskwa        | Rosja | Priemjer-Liga    | 28    | 0      |
| 2009      | CSKA Moskwa        | Rosja | Priemjer-Liga    | 28    | 2      |
| 2010      | CSKA Moskwa        | Rosja | Priemjer-Liga    | 22    | 0      |
| 2011/2012 | CSKA Moskwa        | Rosja | Priemjer-Liga    | 36    | 0      |
| 2012/2013 | CSKA Moskwa        | Rosja | Priemjer-Liga    | 29    | 0      |
| 2013/2014 | CSKA Moskwa        | Rosja | Priemjer-Liga    | 23    | 0      |
| 2014/2015 | CSKA Moskwa        | Rosja | Priemjer-Liga    | 30    | 1      |
| 2015/2016 | CSKA Moskwa        | Rosja | Priemjer-Liga    | 18    | 0      |
| 2016/2017 | CSKA Moskwa        | Rosja | Priemjer-Liga    | 27    | 1      |
| 2017/2018 | CSKA Moskwa        | Rosja | Priemjer-Liga    | 25    | 1      |